# Bolteria
Bolteria is een geslacht van wantsen uit de familie van de Miridae (Blindwantsen). Het geslacht werd voor het eerst wetenschappelijk beschreven door Uhler in 1887.

## Soorten
Het genus bevat de volgende soorten:

- Bolteria amicta Uhler, 1887
- Bolteria arizonae Knight, 1971
- Bolteria atricornis Kelton, 1972
- Bolteria balli Knight, 1928
- Bolteria dakotae Knight, 1971
- Bolteria juniperi Knight, 1968
- Bolteria luteifrons Knight, 1921
- Bolteria mexicana Kelton, 1972
- Bolteria nevadensis Knight, 1971
- Bolteria nicholi Knight, 1928
- Bolteria omani Knight, 1971
- Bolteria rubropallida (Knight, 1918)
- Bolteria schaffneri Knight, 1971
- Bolteria scutata Kelton, 1972
- Bolteria scutellata Kelton, 1972
- Bolteria siouxan Knight, 1971
- Bolteria speciosa (Van Duzee, 1916)